# Alexander Majorov (patinage artistique)
Alexander Alexandrovich Majorov (né le 19 juillet 1991 à Saint-Pétersbourg) est un patineur artistique suédois. Troisième aux Championnats du monde juniors en 2011, il est aussi triple champion de Suède (2012-2014). Son meilleur résultat aux Championnats d'Europe est une sixième place en 2013.

## Biographie

### Carrière sportive
Alexander Majorov est né en Union soviétique et a émigré avec sa famille vers la Suède alors qu'il avait un ans. Il possède à la fois la nationalité russe et suédoise et parle les deux langues. Son père a été le premier entraîneur du patineur russe Aleksey Yagudin, et vit actuellement à Luleå, tandis que sa mère Irina Majorova, dirige une école de danse et de ballet. Il a également un petit frère, Nikolai qui pratique également le patinage.
Il commence sa carrière junior au niveau international en 2005.

## Palmarès
| Compétition                   | 2009    | 2010    | 2011    | 2012    | 2013    | 2014    | 2015    | 2016    | 2017    | 2018    | 2019    |  |  |  |
| Jeux olympiques d'hiver       |         |         |         |         |         | 14e     |         |         |         |         |         |  |  |  |
| Championnats du monde         |         |         | 28e     | 26e     | 17e     | 32e     | 23e     | F       | 23e     | 12e     | 18e     |  |  |  |
| Championnats d’Europe         | 22e     |         |         | 11e     | 6e      | 11e     | 11e     | 11e     | 11e     | 7e      | 8e      |  |  |  |
| Championnats de Suède         | 2e      | 3e      | 3e      | 1er     | 1er     | 1er     | F       | F       | 1er     | 1er     | 1er     |  |  |  |
| Championnats du monde juniors | 13e     | 8e      | 3e      |         |         |         |         |         |         |         |         |  |  |  |
|                               |         |         |         |         |         |         |         |         |         |         |         |  |  |  |
| Grand Prix ISU                | 2008/09 | 2009/10 | 2010/11 | 2011/12 | 2012/13 | 2013/14 | 2014/15 | 2015/16 | 2016/17 | 2017/18 | 2018/19 |  |  |  |
| Skate America                 |         |         |         |         | 10e     | 7e      |         |         |         |         |         |  |  |  |
| Skate Canada                  |         |         |         | 9e      |         |         | F       |         |         |         | 10e     |  |  |  |
| Coupe de Chine                |         |         |         |         |         |         |         |         |         | 10e     |         |  |  |  |
| Trophée de France             |         |         |         | 6e      |         | 8e      |         |         |         |         |         |  |  |  |
| Coupe de Russie               |         |         |         |         |         |         | F       | F       | 12e     |         | 9e      |  |  |  |
| Légende : F = Forfait         |         |         |         |         |         |         |         |         |         |         |         |  |  |  |